# Temnosternopsis dissimilis
Temnosternopsis dissimilis là một loài bọ cánh cứng trong họ Cerambycidae.